# Dendryphantes
Genre
Synonymes
- Admirala Peckham & Peckham, 1901

Dendryphantes est un genre d'araignées aranéomorphes de la famille des Salticidae.

## Distribution
Les espèces de ce genre se rencontrent en Amérique, en Asie, en Europe et en Afrique.

## Liste des espèces
Selon World Spider Catalog (version 25.5, 13/09/2024) :
- Dendryphantes acutus Wesołowska & Haddad, 2014
- Dendryphantes aethiopicus Wesołowska & Tomasiewicz, 2008
- Dendryphantes alanicus Logunov & Ponomarev, 2020
- Dendryphantes amphibolus Chamberlin, 1916
- Dendryphantes andinus Chamberlin, 1916
- Dendryphantes arboretus Wesołowska & Cumming, 2008
- Dendryphantes barguzinensis Danilov, 1997
- Dendryphantes barrosmachadoi Caporiacco, 1955
- Dendryphantes biankii Prószyński, 1979
- Dendryphantes bisquinquepunctatus Taczanowski, 1878
- Dendryphantes calus Chamberlin, 1916
- Dendryphantes caporiaccoi Roewer, 1951
- Dendryphantes centromaculatus Taczanowski, 1878
- Dendryphantes chuldensis Prószyński, 1982
- Dendryphantes comatus Karsch, 1880
- Dendryphantes czekanowskii Prószyński, 1979
- Dendryphantes darchan Logunov, 1993
- Dendryphantes duodecempunctatus Mello-Leitão, 1943
- Dendryphantes elgonensis Wesołowska & Dawidowicz, 2014
- Dendryphantes fulvipes (Mello-Leitão, 1943)
- Dendryphantes fulviventris (Lucas, 1846)
- Dendryphantes fusconotatus (Grube, 1861)
- Dendryphantes hararensis Wesołowska & Cumming, 2008
- Dendryphantes hastatus (Clerck, 1757)
- Dendryphantes hewitti Lessert, 1925
- Dendryphantes holmi Wesołowska & Dawidowicz, 2014
- Dendryphantes honestus (C. L. Koch, 1846)
- Dendryphantes legibilis (Nicolet, 1849)
- Dendryphantes lepidus (G. W. Peckham & E. G. Peckham, 1901)
- Dendryphantes limpopo Wesołowska & Haddad, 2013
- Dendryphantes linzhiensis Hu, 2001
- Dendryphantes luridus Wesołowska & Dawidowicz, 2014
- Dendryphantes madrynensis Mello-Leitão, 1940
- Dendryphantes matumi Haddad & Wesołowska, 2013
- Dendryphantes mendicus (C. L. Koch, 1846)
- Dendryphantes minutus Wesołowska & Dawidowicz, 2014
- Dendryphantes modestus (Mello-Leitão, 1941)
- Dendryphantes mordax (C. L. Koch, 1846)
- Dendryphantes neethlingi Haddad & Wesołowska, 2013
- Dendryphantes nicator Wesołowska & van Harten, 1994
- Dendryphantes nigromaculatus (Keyserling, 1885)
- Dendryphantes niveornatus Mello-Leitão, 1936
- Dendryphantes nobilis (C. L. Koch, 1846)
- Dendryphantes ovchinnikovi Logunov & Marusik, 1994
- Dendryphantes patagonicus Simon, 1905
- Dendryphantes potanini Logunov, 1993
- Dendryphantes praeposterus Denis, 1958
- Dendryphantes pseudochuldensis Peng, Xie & Kim, 1994
- Dendryphantes pugnax (C. L. Koch, 1846)
- Dendryphantes purcelli G. W. Peckham & E. G. Peckham, 1903
- Dendryphantes quaesitus Wesołowska & van Harten, 1994
- Dendryphantes rafalskii Wesołowska, 2000
- Dendryphantes ravidus (Simon, 1868)
- Dendryphantes reimoseri Roewer, 1951
- Dendryphantes rudis (Sundevall, 1833)
- Dendryphantes ruwenzori Wiśniewski & Wesołowska, 2024
- Dendryphantes sacci Simon, 1886
- Dendryphantes sanguineus Wesołowska, 2011
- Dendryphantes sasa Wiśniewski & Wesołowska, 2024
- Dendryphantes schultzei Simon, 1910
- Dendryphantes secretus Wesołowska, 1995
- Dendryphantes sedulus (Blackwall, 1865)
- Dendryphantes seriatus Taczanowski, 1878
- Dendryphantes serratus Wesołowska & Dawidowicz, 2014
- Dendryphantes sexguttatus (Mello-Leitão, 1945)
- Dendryphantes silvestris Wesołowska & Haddad, 2013
- Dendryphantes strenuus (C. L. Koch, 1846)
- Dendryphantes subtilis Wesołowska & Dawidowicz, 2014
- Dendryphantes tuvinensis Logunov, 1991
- Dendryphantes villarrica Richardson, 2010
- Dendryphantes yadongensis Hu, 2001
- Dendryphantes zygoballoides Chamberlin, 1924

## Systématique et taxinomie
Ce genre a été décrit par C. L. Koch en 1837.
Admirala a été placé en synonymie par Simon en 1901.

## Publication originale
- C. L. Koch, 1837 : Übersicht des Arachnidensystems. Nürnberg, vol. 1, p. 1-39 (texte intégral).